# Ivan Mackerle

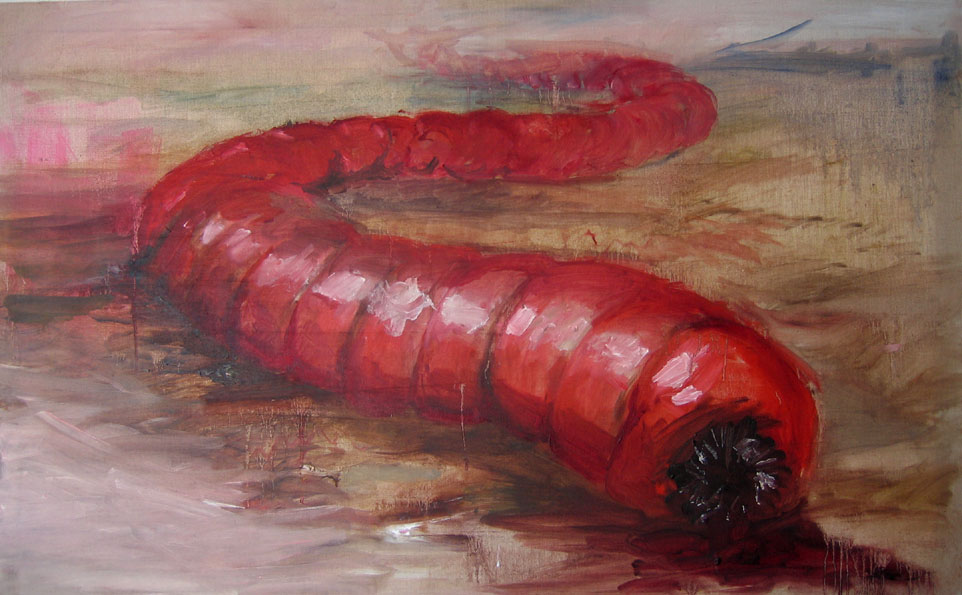
Olgoj Chorchoj

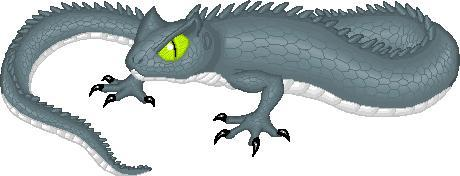
Tatzelwurm

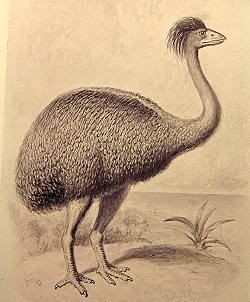
„Sloní pták“ Aepyornis

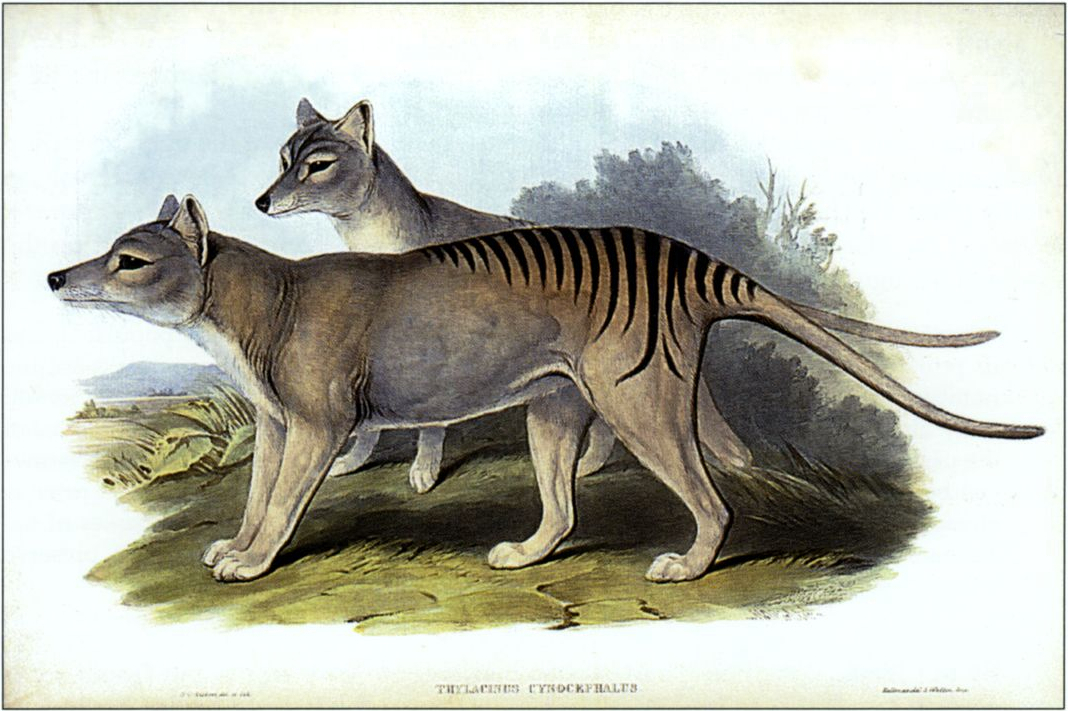
Vakovlk

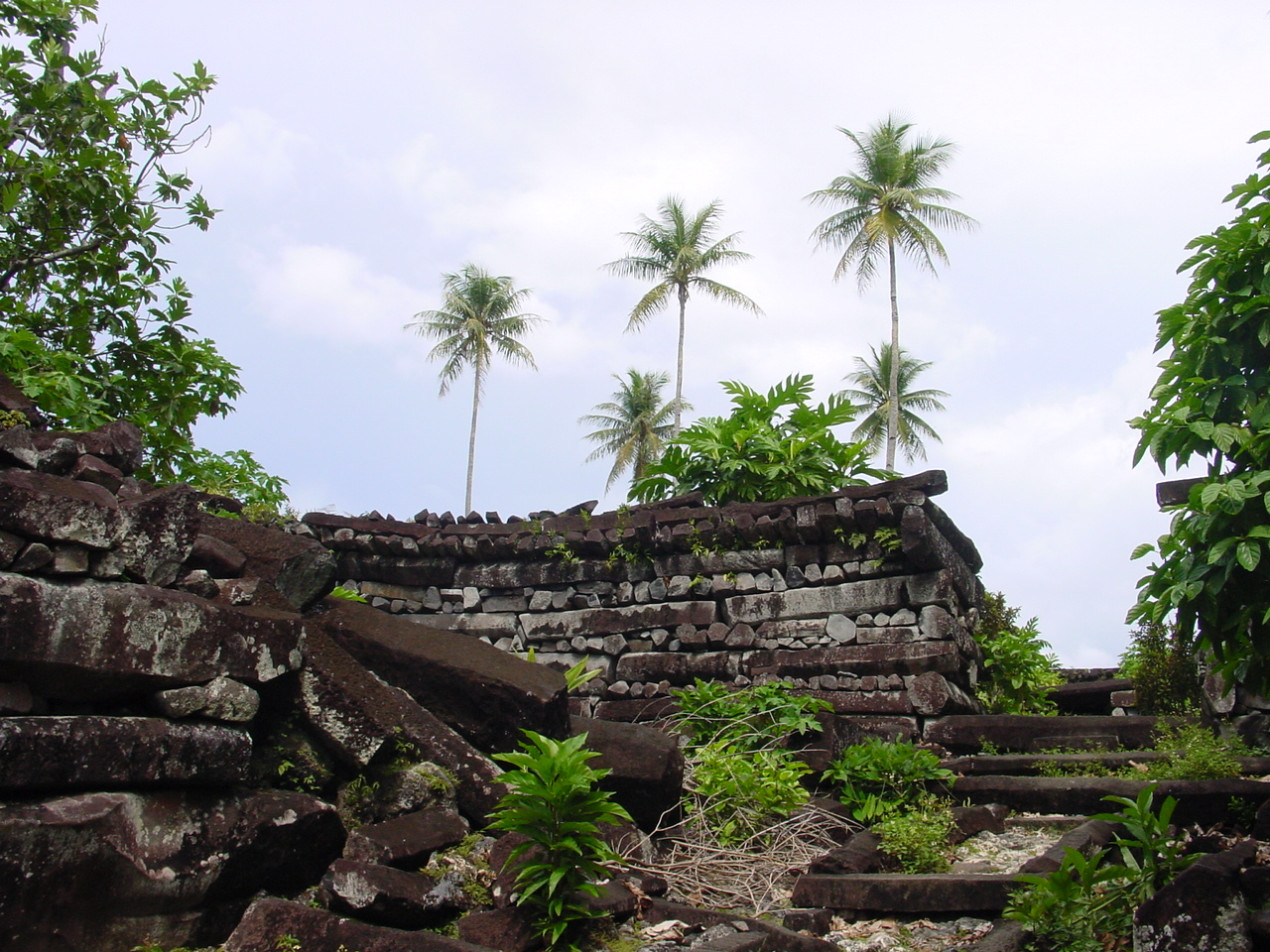
Nan Madol

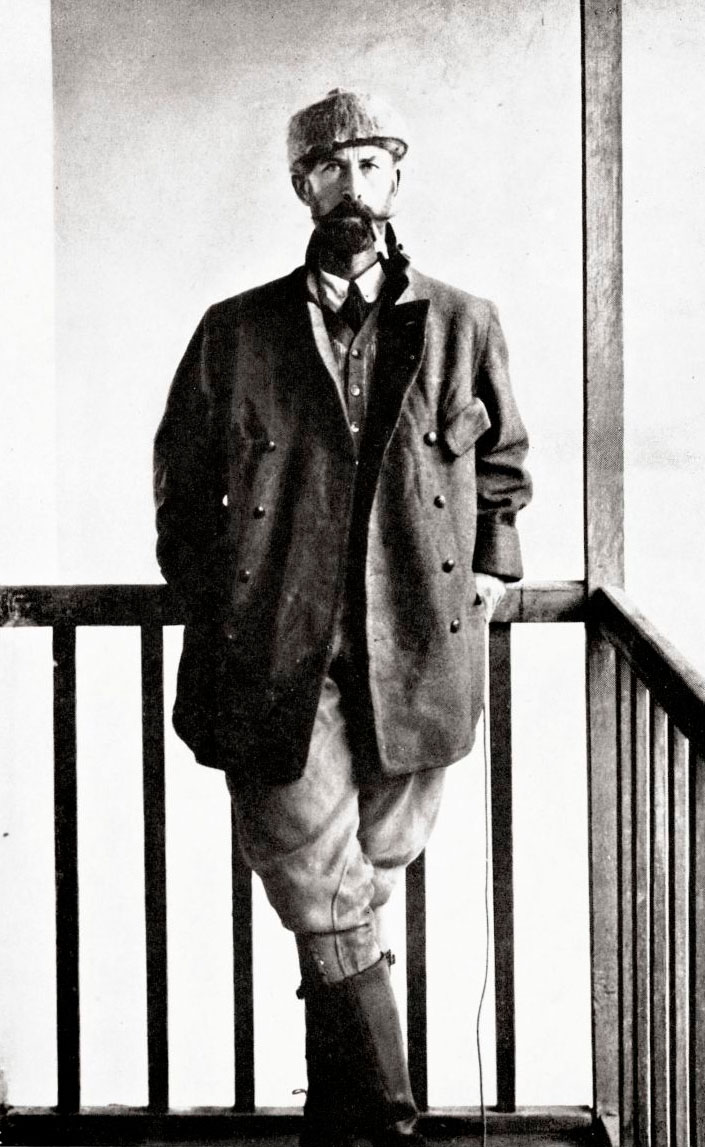
Percy Fawcett

Ivan Mackerle (12. března 1942, Plzeň – 3. ledna 2013, Praha) byl český záhadolog, kryptozoolog, dobrodruh, cestovatel a spisovatel. Se svými kamarády a později i se svým synem podnikl na vlastní náklady několik výprav za záhadami do celého světa – např. do Mongolska, Austrálie, Jižní Ameriky, na Sibiř atd. Stal se známým zejména svým pátráním po mytickém mongolském písečném červu známém jako Olgoj Chorchoj. Byl synem automobilového konstruktéra Julia Mackerleho a synovcem architekta Jaroslava Mackerleho.

## Život
Narodil se 12. března 1942 v Plzni. V dětství často měnil bydliště tak, jak jeho otec měnil zaměstnavatele. Ve třech letech se přestěhovali do Prahy, v pěti do Kopřivnice a v šestnácti zpět do Prahy. V dětství četl dobrodružné knihy Jaroslava Foglara a časopisy Vpřed a Junák. Po vzoru Rychlých šípů založil s kamarády klub „Svorná šestka“. O záhady se zajímal již od mladého věku, zaujal ho zejména mytický pouštní červ Olgoj Chorchoj, o kterém se dozvěděl z příběhu ruského paleontologa a autora sci-fi literatury Ivana Jefremova. Ovlivnilo ho též dílo amerického průkopníka „záhadologie“ Charlese Forta. Později ho začala zajímat i zoologie a elektronika.
V Praze vystudoval Fakultu strojní ČVUT, specializaci automobily. Ve 20 letech se oženil s Ivonou Paličkovou a narodil se jim syn Danny. Po skončení školy pracoval jako konstruktér a pak jako řídící pracovník Generálního ředitelství automobilů. Ve volném čase se zabýval záhadami a nevysvětlenými jevy, které zpočátku jen studoval a archivoval a později je začal sám aktivně luštit.
V roce 1977 získal povolení vycestovat do Skotska k jezeru Loch Ness pátrat po tzv. Lochnesské nestvůře. Tam se setkal i s dalším badatelem Robertem Rinesem, jehož použití podvodní fotografie a ultrazvuku ho zaujalo.
Se svým tehdejším kolegou Michalem Brumlíkem začal zkoumat tehdy utajované případy poltergeistů v Československu, různé zprávy o podivných úkazech a údajné strašidelné jevy na hradech a zámcích. V letech 1980–1990 projezdili republiku s cyklem přednášek „Krásné záhady naší planety“.
Po převratu v roce 1989 se Mackerle vydal poprvé do Mongolska, kam se později ještě dvakrát vrátil.
Dále pátral na Madagaskaru po mytickém lidožravém stromu a v Mikronésii na ostrově Pohnpei v ruinách kamenného města Nan Madol po údajných platinových rakvích obrů. V roce 2006 se s přáteli a synem Dannym vydal na Sibiř do Jakutska do oblasti toku řeky Olgujdach, kde pátrali po záhadných „kotlích“ – údajných objektech zavrtaných do půdy sibiřské tajgy.
Jeho poslední expedicí byla v roce 2009 výprava do brazilské džungle po stopách plukovníka Fawcetta.
V letech 1998–2000 byl poradcem pořadu Záhady a mystéria vysílaného na televizní stanici Prima. Od roku 1998 do roku 2002 byl též předsedou redakční rady časopisu Fantastická fakta. Ve spolupráci se Stanislavem Motlem se podílel na několika epizodách cyklu Stopy, fakta, tajemství. V souvislosti s výpravou do Jakutska se objevil v 10. dílu 3. série amerického spekulativního seriálu Vetřelci dávnověku (Ancient Aliens).

## Expedice
|     | Termín                   | Lokace                  | Cíl expedice                                         |
| --- | ------------------------ | ----------------------- | ---------------------------------------------------- |
| 1.  | 1975, 1. – 10. 8.        | Evropa, Rumunsko        | Hrad a hrobka hraběte Drakuly                        |
| 2.  | 1977, 22. 7. – 14. 8.    | Evropa, Skotsko         | Lochnesská nestvůra                                  |
| 3.  | 1981, 11. – 20. 9.       | Evropa, Rumunsko        | Natočení dokumentu o cestě za Drakulou.              |
| 4.  | 1990, 6. 7. – 4. 8.      | Asie, Mongolsko         | klášter Tuerin, Olgoj Chorchoj                       |
| 5.  | 1992, 21. 6. – cca 8. 8. | Asie, Mongolsko         | Dokument o Olgoji Chorchoji, Almas.                  |
| 6.  | 1997, 21. 6. – 29. 6.    | Evropa, Rakousko        | kryptid Tatzelwurm („prackatý červ“)                 |
| 7.  | 1998, 10. 7. – 6. 8.     | Afrika, Madagaskar      | údajný lidožravý strom Tepe, „sloní pták“ (kryptid)… |
| 8.  | 2000, 22. 5. – 29. 6.    | Oceánie, Austrálie      | hora Black Mountain, vakovlk, Queenslandský drak…    |
| 9.  | 2002, 6. 9. – 3. 10.     | Oceánie, Mikronésie     | Nan Madol                                            |
| 10. | 2004, 31. 5. – 26. 6.    | Asie, Mongolsko         | Olgoj chorchoj, vstupy do podzemí…                   |
| 11. | 2006, 26. 5. – 12. 6.    | Asie, Rusko, Jakutsko   | Najít údajné „kotle“ v „Údolí smrti“.                |
| 12. | 2007, listopad           | Asie, Indie             | Tajemná světla z Kumaonu.                            |
| 13. | 2007, 9. – 22. 11.       | Asie, Srí Lanka         | Údajný humanoidní kryptid Nittaewo, zpívající ryby.  |
| 14. | 2009, 4. 9. – 3. 10.     | Jižní Amerika, Brazílie | Nalézt „Ztracené město Z“.                           |

## Dílo

### Filmy
- zdroj: [17]

Některé filmy lze zhlédnout na webu Bushmanfilm.com.
- 1992 – Záhada písečného netvora[18]
- 2000 – Tajemná Austrálie[19]
- 2002 – Ztracené město v Pacifiku[20]
- 2006 – Plavba do Údolí smrti[21]
- 2007 – Tajemná světla z Kumaonu[22]
- 2007 – Skrytá tvář Srí Lanky[23]
- 2009 – Mato Grosso – brána do neznáma[24]

### Články
- „Valley of Death“ („Údolí smrti“) – magazín Fortean Times (prosinec 2007)[4]
- „Hunting for the Elephant Bird“ („Hledání sloního ptáka“) – magazín Fate (březen 2008)[25]

### Knihy
- zdroj: [26]
- 1992 – Tajemství pražského Golema, Magnet-Press, ISBN 80-85434-16-4
  - Druhé (rozšířené) vydání – 2010 – CAD PRESS, ISBN 978-80-88969-49-5
- 1992 – Drakulovi v patách, Magnet-Press, ISBN 80-85434-55-5
- 1996 – Odkud přicházejí?, Mht, ISBN 80-238-4071-1
- 2001 – Mongolské záhady, Ivo Železný, ISBN 80-240-2167-6
- 2002 – Příšery odnikud, Ivo Železný, ISBN 80-240-2258-3
- 2005 – Cesty za příšerami a dobrodružstvím, Motto, ISBN 80-7246-286-5
- 2011 – Návrat nejistý, XYZ, ISBN 978-80-7388-480-2
- 2013 – Obojživelné automobily, Grada Publishing a. s., ISBN 978-80-247-4541-1
  - (dokončeno a vydáno jeho synem)

#### Jako spoluautor
- 1999 – Záhady a Mystéria (s Jiřím Podzimkem), Pro Prima a Ivo Železný, ISBN 80-240-1095-X
- 2001 – Velká kniha tajemství a záhad (s J. Lenkovou, V. Šiškou a J. Zemanem), Regia, ISBN 80-86367-15-0
- 2002 – Velká kniha otázek a záhad (s J. Lenkovou, V. Šiškou a J. Zemanem), Regia, ISBN 80-86367-26-6